# Комарчиха (село)
Комарчиха — упразднённое село в Заринском районе Алтайского края. На момент упразднения входило в состав Яновского поссовета. Исключено из учётных данных в 1986 году.

## География
Располагалось на левдм берегу реки Лесной Аламбай (приток реки Аламбай), на расстоянии приблизительно в 8 км (по прямой) к северо-востоку от села Яново (Алтайский край).

## История
Основано в 1901 г. В 1928 году деревня Комарчиха состояла из 65 хозяйств. В административном отношении являлась центром Комаричихского сельсовета Чумышского района Барнаульского округа Сибирского края.
Решением Алтайского краевого исполнительного комитета от 11.08.1986 года № 282 село исключено из учётных данных.

## Население
В 1926 году в деревне проживало 287 человек (127 мужчин и 160 женщин), основное население — русские.